# باشگاه ورزشی الشمال
باشگاه ورزشی الشمال (به عربی: نادی الشمال الریاضی) یک باشگاه فوتبال در شهر الشمال در کشور قطر می‌باشد که در لیگ ستارگان قطر بازی می‌کند.

## بازیکنان برجسته
یونس بلهنده
امید ابراهیمی
جیسون موریو
ریکاردو گومز
رابح بوصافی
یاسین بامو
امجد عطوان
مصطفی طارق

## دست‌آوردها
- جام شیخ جاسم قطر:
  - قهرمانی (۱): ۱۹۹۶
- لیگ دسته دوم قطر:
  - قهرمانی (۳):۲۰۰۲‌,۲۰۱۴,۲۰۲۰/۲۱

## بازیکنان ایرانی
- شاهین بیانی (۱۹۸۸ تا ۱۹۸۹)
- علی جوکار  (۲۰۱۳ تا ۲۰۱۴)
- میثم مجیدی (۲۰۱۷ تا ۲۰۱۸)
- امید ابراهیمی (۲۰۲۳ تا اکنون)